# クレヨンしんちゃん 爆発!温泉わくわく大決戦
『クレヨンしんちゃん 爆発!温泉わくわく大決戦』（クレヨンしんちゃん ばくはつ おんせんわくわくだいけっせん）は、1999年4月17日に公開された『クレヨンしんちゃん』の劇場映画シリーズ7作目。テレビ朝日開局40周年記念作品。上映時間は110分。興行収入は約9億円。観客動員数は83万人。

## 概要
映画シリーズで唯一併映作品付きで上映された作品。テーマが温泉になったのは監督の原が原作者の臼井と打ち合わせに使ったのが健康ランドで、ノリで決めてしまったという。
ゲスト声優に大御所俳優を起用したのはこれが初めてであり、丹波哲郎を起用した。丹波を起用した切掛は本編中に登場する組織が「温泉Gメン」だったことから『Gメン'75』で知られる丹波の起用が持ち上がったという。丹波はオファーを受けた際、自身のキャリアにおいて声優経験が皆無だったことから複雑な思いがあったとしながらも、別録りではなく声優陣らと共に収録に臨んだといい、矢島晶子は現場での丹波が自分で自身の演技にOKを出していたことが印象的だったと、25周年時のインタビューにおいて語っている。また、今までのゲスト声優の役は物語に直接関わらなかったが、今作の丹波（温泉の精）は物語のキーパーソンである。これはオファーを受けた丹波サイドが「その映画に俺が必要なら出よう」と返答したため、原が執筆中のコンテを改変して丹波を重要人物に沿えたという。原によれば、丹波は下ネタもためらいなく演じていた。
予告編においては、野原一家が口論し、離散して別々に旅へ出る「野原一家離散」という深刻なエピソードが流されたが、本編にはそのような展開はなかった。また『クレヨンしんちゃん 雲黒斎の野望』を最後に映画で全く見せ場がなかったシロだったが、今作から（一部作品を除いて）野原一家の一員として活躍するようになる。
2009年9月11日に、原作者の臼井儀人が事故により急逝したため、臼井が声の出演をした最後の作品となった。
2020年現在では歴代の劇場版の中で興行収入が最も低く、かつ初めて10億円を切った作品となってしまっている。
劇中、巨大ロボットの出現シーン、自衛隊戦車の登場シーンでは伊福部昭による『ゴジラ』シリーズの楽曲（ゴジラメインテーマ、怪獣大戦争マーチ）が使われた。原によると怪獣映画のネタをやる際にサントラCDを聴いたところ、本物を使いたくなってしまったとのこと。使用許諾を出したところ、伊福部サイドからは「好きなように使っていい」と言われたという。また、アクションシーンだが、ある程度は意識されているものの前作のようなリアリティは追求されておらず、巨大ロボットの登場や対決などフィクション重視となっており、全体的には軟化している。しかし、政府や自衛隊が物語に直接関与もしている。
なお、本作は塩沢兼人演じるぶりぶりざえもんが一瞬とはいえ台詞付で登場した最後の作品となった。
日常の舞台である春日部市全体が事件に巻き込まれるため、従来劇場版では登場してこなかったキャラクターが多数登場し、上尾先生、かすかべ防衛隊でボーちゃんを除く3名の母親、鳩ヶ谷夫婦（ミッチー、ヨシりん）、大原ななこ、神田鳥忍、紅さそり隊（竜子、お銀、マリー）が初登場した作品でもある。
本作以降、クレヨンしんちゃんの映画の音源がドルビーデジタル5.1chに変更された（それ以前はドルビーステレオ）。映画製作が完全デジタル化されたのは『クレヨンしんちゃん 嵐を呼ぶ 栄光のヤキニクロード』以降である。

## あらすじ
ある夜、慰安旅行で秩父に来たふたば幼稚園の先生たちがゆっくり温泉に浸かっていると、大きな地響きと共に謎の巨大ロボットが通り過ぎて行った。パニックに陥った先生たちはテレビでそのことを訴えるも、そんな荒唐無稽な話は誰も信じなかった。
翌日、幼稚園が休園になったために散歩をしていたしんのすけは、道の真ん中で行き倒れていた怪しげな男を発見する。風呂に入りたいと言う男をしんのすけは自宅に招き、一緒に入浴を楽しむ。やがて彼はしんのすけに礼を言い、いつの間にか姿を消していた。
その数日後。しんのすけ、みさえ、ひまわり、シロは不発弾処理のために一時避難するように警察官に促されるが、彼らは一家を眠らせてどこかへと連れ去ってしまう。目覚めるとそこは温泉旅館にも見える地下施設であり、日本の温泉を守る政府直属の秘密組織温泉Gメン（おんせんジーメン）の基地であった。一家は世話役だという隊員の後生掛と指宿、そして隊長の草津から事の経緯を説明される。温泉Gメンは、敵対する風呂嫌いのテロ組織YUZAME（ゆざめ）が地球温暖化ならぬ"地球温泉化計画"を実行に移そうとしていることを突き止め、その野望を阻止するために、不思議なパワーを秘めた伝説の温泉“金の魂の湯”を探していた。そして、ようやく見つけ出した"金の魂の湯"は、野原家の地下にあったのであり、一家を避難させたのは温泉の掘削作業のためであった。遅れて連れてこられたひろしも加え、一家は我が家で勝手なことをされて反発するも、温泉や酒を振る舞われるまま結局基地に滞在することに。
一方、YUZAME本部ではGメンの工作員が捕まり、殺し屋のキラーフィンガー・ジョーの拷問（指圧）によってGメン基地の場所を白状してしまっていた。やがてYUZAMEはGメン基地を襲撃。基地を放棄して辛くも脱出した野原一家と温泉Gメンの3人だったが、YUZAMEに先回りされて窮地に陥る。しかししんのすけが特技の「ケツだけ歩き」を披露し、YUZAMEが驚いた隙を突いてその場を切り抜ける。
草津は後生掛と指宿に奥秩父にあるYUZAMEのアジトの偵察を指示し、野原一家も乗せられて同行する羽目になった。温泉発掘の指示のために単身春日部に向かった草津と別れ、一行は秩父の山奥へと向かう。しかし後生掛と指宿の温泉に入らずにはいられない性格を利用されて罠に掛かり、一行は抵抗虚しくYUZAMEに捕らえられてしまう。YUZAMEの首領ドクター・アカマミレは温泉Gメンが野原家で何をしているのか聞き出すべく、野原一家を拷問レジャー施設「不健康ランド」に送る。クリアすれば解放するという建前だったが、理不尽なペナルティと元よりクリア不可の「不健康ランド」の構造で一家は追い詰められ、抵抗を試みた後生掛と指宿もジョーの指圧で瞬時に無力化されてしまう。そして一家は力尽き、アカマミレの目論見通り"金の魂の湯"の情報を話してしまった。
YUZAMEの面々は巨大ロボットに搭乗し、ついに地球温泉化計画を実行に移す。地球温泉化計画とはロボットによって地中のマグマを活性化させ、極地の氷を溶かして大洪水を起こす計画だった。その前に障害となり得る"金の魂の湯"を破壊すべく春日部の野原家へ向け進撃を開始。その巨体によって進行上にある埼玉県下の町は容赦無く蹂躙されていき、人々は大パニックに陥る。自衛隊が出動するも全く打撃を与えられないまま撤退を余儀なくされ、ロボットは歩を緩めることすらなく春日部を目指す。
野原一家と後生掛、指宿は山中に放り出されて放置されていた。Gメンからは待機命令が出されるも、一家はそれを無視して我が家を守るべく帰ることを決意し、後生掛と指宿も共に春日部を目指すことに。途中、ロボットに遭遇するも、その足元を通って何とかYUZAMEに先んじて春日部を目指す。一方、自衛隊の敗北を受け、政府は温泉Gメンに直接連絡を取る。草津は総理からロボット破壊を命じられるも、"金の魂の湯"の掘削は地下の硬い岩盤のせいで難航しており、既にロボットも野原家の目と鼻の先まで迫っていた。そこに野原一家が到着して草津と合流するが、Gメンの時間稼ぎが功を奏することもなく"金の魂の湯"が出る前にロボットが野原家に到達してしまう。
草津がアカマミレに風呂嫌いの理由を尋ねると、「30年前の苦い思い出」が原因だったことが判明する。当時、風呂好きな学生だったアカマミレは、埼玉県大宮市（現・さいたま市大宮区）東町3丁目の「彩の湯」（さいのゆ）に毎日通っており、下駄箱の3番をいつも利用していた。そんなある日、3番の下駄箱の鍵が何者かによって持ち去られてしまったことで風呂嫌いとなり、風呂好きな人間たちに復讐を誓うようになったと明かす。
一家もGメンもYUZAMEも、その場の全員が呆れのあまり言葉を失う中、草津はその3番の下駄箱の鍵を持ち去った張本人は自分であると打ち明ける。当時同じ銭湯に通っていた草津はアカマミレと同じ理由で3番の下駄箱を好んで使っており、誤って鍵を持ち帰ってしまったのであった。その話を聞いたアカマミレは激怒し、巨大ロボットのドリルで野原家ごと草津を殺害しようとするが、ドリルが逸れて岩盤を掘削装置や野原家の屋根の一部ごと貫いたことで"金の魂の湯"が湧き上がる。草津たちは湯に入ろうとするが、そこにしんのすけが以前風呂に入れた男・丹波が現れる。彼は"金の魂の湯"を司る「温泉の精」であり、風呂の礼として野原一家に"金の魂の湯"に入る資格を与えた。一家は戸惑いつつも我が家と平穏な日々を取り戻すために湯に入り、"金の魂の湯"に認められた一家は願いを叶える権利を与えられる。一家は自分たち家族の幸せな生活を脅かすYUZAMEを倒すことを願い、"金の魂の湯"の力で温泉戦隊野原一家へと変身する。
変身した野原一家はそのみょうちきりんな姿とは裏腹に、巨大ロボットを相手に生身のまま立ち向かえるほどの凄まじい力を得ていた。しかしそれだけの力を以てもロボットに有効打を与えられず、逆に自分たちが近所を壊してしまう。それでも一家は諦めず、4人と1匹が一丸となってロボットへと突っ込んでいく。ロボットはドリルで受け止めるが、しんのすけの「ケツだけ歩きローリングサンダー」で後押しされた一家はドリルを砕き、光の矢となってロボットを貫いた。ロボットはその場に倒れ込み、その機能を完全に停止したのだった。
一家はアカマミレを捕まえてGメンたちのもとへ戻ってくるが、アカマミレは隙をついて"金の魂の湯"に飛び込んで強大な力を得ようとする。しかし"金の魂の湯"は「正しい心の持ち主には力を与え、悪しき心の持ち主は浄化する」という効能があり、アカマミレの邪念はすっかり取り除かれる。かつて銭湯からの帰りに見ていたような美しい夕焼けを目にしたアカマミレは自分を逮捕するように言うが、草津に3番の下駄箱の鍵を返されて、改心。丹波は"金の魂の湯"を回収し、一行の前から去って行った。
ロボットは自衛隊の攻撃で撃破されたと報道され、破壊された街も改心したYUZAMEの全メンバーによって復興作業が進められていた。そんなある日、野原家に電話が鳴り響くも、誰も取ることなく切れる。一家は温泉旅行に出掛けていたのだった。

## 登場人物

### ゲストキャラクター
草津（くさつ）
温泉Gメンの隊長。飄々とした掴み所の無い性格だが、義理堅く面倒見は良い男。温泉をこよなく愛しており、指先で湯に触れただけでどこの温泉のものかを当てることができる「絶対温泉感覚」の持ち主。
女好きであることを隠そうとせず、「裸の付き合いをすればつまらない諍いは無くなる」として混浴主義を掲げている。非常に高い温度のお湯を好み、本部の「草津の湯」は並の人間では耐えられない高温になっている。危機的状況でも冗談を言えるなど、常に余裕を感じさせる雰囲気を持つものの、しんのすけが「草津の湯」を水でうすめようとした時のみ、普段とは別人の如く激怒した。格闘技にも長けており、武装した複数のYUZAME構成員を素手で倒していた。総理大臣から直接の電話で指示を受けており、温泉Gメン隊長の地位の高さが窺える。
なお、温泉Gメン隊員は日本各地の温泉名に由来したコードネームを持ち、彼は草津温泉に由来する。テレビアニメにおける12番目のエンディングテーマ『全体的に大好きです。』のイラストには過去の映画に登場したキャラクターたちが存在し、建物の屋上にて草津が丹波と共に盆栽を鑑賞している様子が描かれている。
「絶対温泉感覚」という言葉を考案したのはプロデューサーの茂木仁史。
長嶋茂雄の大ファンであり、30年前、アカマミレが常連の銭湯で使っていた下駄箱の3番の鍵を持ち帰ってしまった張本人。悪気が無かったとはいえ、彼が全ての元凶だった。鍵は持ち帰った直後に銭湯の主人に謝罪したところ譲り受け、30年たった現在でも所有しており、改心したアカマミレに譲り渡した。
『襲来!!宇宙人シリリ』では出演こそしていないが、後生掛と指宿の台詞の中で現在も存命中であることがほのめかされている。

後生掛（ごしょがけ）
温泉Gメンの構成員。鋭い表情をした茶髪の女性で、チャイナドレスのようなスリットの入った浴衣を着ている。男勝りな性格。普通自動車の運転免許は持っていない。
焼肉は健康ランドに行った時にしか食べないことにしている。指宿に勝るとも劣らぬプロポーションを持ち、しんのすけを胸で挟めるほどの巨乳。コードネームは後生掛温泉に由来。
温泉を見ると辺りを構わず脱衣するほどの温泉好き。丹波を煙たがったり、草津とアカマミレが和解した場面では感動して涙を浮かべているなど、お茶目な一面も持つ。
『嵐を呼ぶ!オラと宇宙のプリンセス』ではしんのすけの夢の中に登場。『襲来!!宇宙人シリリ』でも温泉の利用客として登場しており、いずれも指宿とのコンビで出演している。

指宿（いぶすき）
温泉Gメンの構成員。おっとりした表情の黒髪の女性で、ミニスカートのような裾の短い浴衣を着て赤いブーツを履いている。彼女も普通自動車の運転免許を持っていない。後生掛よりも後輩で初心な性格であり、草津によく「可愛いなぁ〜指宿くんは」とからかわれている。
コードネームは指宿温泉に由来し、自分では「イブ」と呼ばれたがっている。巨乳なため、ひまわりに気に入られた。温泉を見ると辺りを構わず脱衣するほどの温泉好き。

ドクター・アカマミレ
YUZAMEの首領。年齢51歳。紫色のモノクルがトレードマークの中年男性。カオルやジョーとは違い、温泉Gメンのデータでも、国籍・出身地など不明な点が多かったが、30年前は大宮に住む大学生であったことが本人の口から語られた。しばしば側近らと共に焼肉を食べている。
物語中盤で野原一家と後生掛・指宿を捕まえ、彼らを趣味の日曜大工で作り上げた拷問レジャーランド「不健康ランド」にかけてギブアップさせ、「金の魂の湯」の源泉が野原宅の地下にあることを聞き出し、源泉を潰すべく巨大ロボットを出撃させる。
性格は基本的に冷酷であるが派手好きな一面もあり、地球温泉化計画の際には自らの力を誇示して民衆に恐怖を与えるべく、地上からロボットを侵攻させている。それ故、巨大ロボットが出現したにもかかわらず、これをなかなか臨時ニュースとして報道しないマスコミに対して「日本人は危機管理能力がなさすぎる」と皮肉を言ったり、全チャンネルが巨大ロボットの臨時ニュースを報じた際は満足そうな顔になるなどしていた。
元々は大の風呂好きだったが、30年前に常連だった銭湯の3番の鍵（敬愛する長嶋茂雄と同じ背番号であることから愛用していた）を誰かに取られてしまったため大の風呂嫌いとなった。本人はこの出来事を「忌まわしい事件」「屈辱」と呼ぶほど重く捉えていたが、たったそれだけの理由（みさえ談）で大事件を起こしたことから、野原一家、草津を除く温泉Gメン、果てはYUZAMEのメンバーたちも呆れ返る始末であった。計画を阻まれた後も、自ら「金の魂の湯」に浸かって計画を実現させようとしたが、逆に「金の魂の湯」の力で歪んだ心を浄化され、改心し、壊れた町の復建に協力した。

フロイラン・カオル
YUZAMEの幹部で、アカマミレの側近および愛人。32歳。1967年3月7日生まれ。温泉Gメンのデータによれば、東京都田無市（現・西東京市）出身。セクシーな美貌の持ち主だが、厚化粧を落とすのが嫌いで風呂嫌いとなった。振る舞いは優雅だが性格はかなり大人気なく、しんのすけにも平然と意地の悪い態度を取る。
嗅覚は犬並みに優れており、YUZAMEに潜入していた風呂に1週間入っていない温泉Gメンのスパイから石鹸の匂いを嗅ぎ取るほどある。

キラーフィンガー・ジョー
YUZAMEの幹部で、アカマミレのもう一人の側近。29歳。性別不明。1970年4月2日生まれ。温泉Gメンのデータによれば、長野県松本市出身。元マッサージ師の殺し屋。女性口調で話し、女よりも男が好きらしい。
浪越徳治郎を超えるとされる殺人級のマッサージの腕の持ち主だが、拷問にすら通じるほどであり、実際に指圧を受けた温泉Gメンのスパイは恍惚の表情のまま秘密を吐いてしまった。戦闘体制に入っていた後生掛と指宿も、指圧によって瞬時に無力化されている。また指圧だけで木の板を打ち抜くことができる。

丹波
冒頭でしんのすけと出会う男性。道端に倒れていたが、誰も気に掛けなかったことから「こんなことなら出てくるんじゃなかった」と世の現状を嘆いていた。しんのすけに風呂に入れてもらい、風呂場で一緒にぞうさん踊りをしたり背中を流し合った。
その正体は金の魂の湯に宿る温泉の精霊で、自分をお風呂に入れてくれたしんのすけの親切な心に感謝し、金の魂の湯の湯脈を野原家の家の地下に敷いた。その後「金の魂の湯」の湧出と共に再び現れ、温泉に認められた野原一家に力を貸した。
名前・モデルは当人物の声優を担当している丹波哲郎。劇中「ジェームズ・ボンドと風呂に入ったことがある」と言うが、これは丹波哲郎が出演した『007は二度死ぬ』に由来する。また前述のとおり、テレビアニメのエンディングで草津と共に登場している。

陸上自衛隊戦車隊隊長
YUZAMEの巨大ロボットを倒すために派遣された、陸上自衛隊戦車隊の指揮官。スピーカーを載せた82式指揮通信車に搭乗して部隊を指揮しており、出撃の際に『怪獣大戦争』のテーマ曲をかける、航空自衛隊に戦車隊の仕事を残すように怒鳴るなど豪快な性格。
しかし巨大ロボットには全く歯が立たず、巨大ロボットが「ゴジラマーチ」による心理作戦を展開したことで隊の士気が崩壊して各車が勝手に撤退を開始してしまう。それでも怖気づく部下を叱咤激励するが、残って攻撃を続行した90式戦車を破壊されたことで「12億円の戦車が！弁償しろ！」と激昂しながら退散を余儀なくされた。

内閣総理大臣
草津に大統領と間違われたり、草津やしんのすけの駄洒落に唖然としていた。ひろしは前々から総理に言いたいことがあったらしいが、いざ電話が繋がると何も言えず、下手に出ている間に切られてしまった。
作中に出てくる閣議室は本来は閣議前の控え室となっており、閣議は別室で行われる。

### テレビシリーズからのキャラクター
園長先生
よしなが先生
まつざか先生
上尾先生
ふたば幼稚園の教諭たち。今作では慰安旅行で行った温泉でYUZAMEの巨大ロボットを目撃してしまい、テレビでそのことを訴えている。その時は信じてもらえなかったが、後に本当にロボットが出現するとテレビ局が逆にふたば幼稚園に押しかけてきたため、上尾先生の別人格がテレビクルーを追い返した。ロボットが迫ると、園長は園児の保護者や先生たちに「いずれまたここで会いましょう」と約束して避難していった。
風間ママ
ネネママ
マサオママ
かすかべ防衛隊の保護者。避難直前になっても戻ってこない野原一家を先生や園児が心配する中、「きっと大丈夫」「たくましい人たちだもの」と野原一家の無事を信じていた。
ふかづめ竜子
魚の目お銀
ふきでものマリー
埼玉紅さそり隊の女子高生3人組。今作では避難指示が出る中で竜子が別れを告げており、お銀とマリーは涙ぐんでいる。
かすかべ書店店長
中村
かすかべ書店の店長と店員。ロボットが迫る中でも相変わらずジェスチャーで会話している。店長は店と共に死ぬと主張しているが、中村は店長を説得せず自分だけ逃げようとしていた。
大原ななこ
神田鳥忍
しんのすけと親しい女子大生2人。忍はロボットと戦うべく自衛隊に入ると訴えており、ななこはそれを止めるべく怪力を出して忍を引き摺っていた。
ミッチー
ヨシリン
野原家の隣人の夫婦。戻ってこなかった野原一家を心配していたが、温泉Gメンの黒服に睨まれて慄き、2人で愛を叫びながら避難していった（黒服には呆れられていた）。
臼井儀人
クレヨンしんちゃんを描く漫画家。YUZAMEロボットの進攻を受ける春日部から避難すべく、トラックの荷台に乗って涙を流しながら「また逢う日までは尾崎紀世彦」と叫びながら去っていく。今回は歌は披露しないが、前回、前々回と違って野原一家とは遭遇せず、理不尽に殴られる目に遭わずに済んだ。
ぶりぶりざえもん
しんのすけの考えた救いのヒーローだが、本作では「ぶりぶりざえもんの冒険 流星篇」としてアニメが放送されている。後述する『クレしんパラダイス! メイド・イン・埼玉』の最後に描かれた「ぶりぶりざえもんの冒険 銀河篇」の一応の続編という流れになっており、流星となって地球に下り立つ内容だがすぐに臨時ニュースに切り替わる。さらに本編のスタッフロールの最後には「ぶりぶりざえもんの冒険 ニューヨーク篇」が登場し、「ニューヨークで入浴」というダジャレを言っただけで終わり、ぶりぶりざえもんが「終わるなーッ!!」とツッコミを入れて映画を締め括っている。

## キャスト
- しんのすけ - 矢島晶子
- みさえ - ならはしみき
- ひろし - 藤原啓治
- ひまわり - こおろぎさとみ
- 草津 - 小川真司
- 後生掛 - 引田有美
- 指宿 - 田村ゆかり
- カオル - 折笠愛
- ジョー - 岩永哲哉
- 青年アカマミレ - 中村大樹
- アカマミレ - 家弓家正
- 園長先生 - 納谷六朗
- よしなが先生 - 高田由美
- まつざか先生 - 富沢美智恵
- 上尾先生 - 三石琴乃
- 風間くん - 真柴摩利
- ネネちゃん - 林玉緒
- マサオくん - 一龍斎貞友
- ボーちゃん - 佐藤智恵
- 戦車隊隊長 - 玄田哲章
- ぶりぶりざえもん - 塩沢兼人
- 団羅座也 - 茶風林
- 女性キャスター - 嶋村薫（現・嶋村カオル）
- 総理大臣 - 長嶝高士
- 風間ママ - 玉川紗己子（現・玉川砂記子）
- ネネママ - 萩森侚子
- マサオママ - 大塚智子
- 竜子 - 伊倉一恵
- お銀 - 星野千寿子
- マリー - むたあきこ
- 本屋店長 - 京田尚子
- 中村 - 稀代桜子
- ななこ - 紗ゆり
- 神田鳥 - 大塚海月（現・大塚みずえ）
- ヨシリン - 阪口大助
- ミッチー - 草地章江
- 隊員A - 千葉一伸
- 隊員B - 大西健晴
- やじうまワイドキャスター - 吉澤一彦（テレビ朝日アナウンサー）、田中滋実（当時テレビ朝日アナウンサー）
- マンガ家 - 臼井儀人（特別出演）
- 温泉の精 - 丹波哲郎（特別出演）

## 登場兵器・メカニック

### 温泉Gメン
ワルサーPPK
指宿と後生掛が護身用に隠し持っている小型拳銃。
H&K MP5
指宿と後生掛が使う短機関銃。埼玉県大宮市（現・さいたま市大宮区）東町3丁目の「彩の湯」（さいのゆ）に用意されていた備品の1つ。
カールグスタフ
後生掛が使う無反動砲。「彩の湯」に用意されていた備品の1つ。
ハンヴィー
指宿、後生掛、野原一家らが移動に使用する軍用車両。外観は軍用のハンヴィーであるが、内装は民生仕様のハマーH1のものになっている。「彩の湯」に用意されていた備品の1つ。
レミントンM870
ショットガン。「彩の湯」の武器庫に1丁だけあるが、使われない。
フランキ・スパス12
ショットガン。「彩の湯」の武器庫に1丁だけあるが、使われない。
パンツァーファウスト
無反動砲。「彩の湯」の武器庫に1丁だけあるが、使われない。
パンツァーファウスト3
野原家目前に迫ったYUZAMEロボットを阻止すべく温泉Gメンが使用する無反動砲。「湯ノ花腐蝕弾」「高圧電流」という、2種類の架空の弾頭を発射する。

### YUZAME
AKM初期型
YUZAME戦闘員が標準装備するカラシニコフ突撃銃。夜間はレーザーポインターを装着する。指宿と後生掛も一時奪って使用する。
YUZAME巨大ロボット
地球温泉化計画の要となる巨大マシン。両手にドリルを内蔵し、マグマの熱にも耐える重装甲は、自衛隊の攻撃では傷1つ付かなかった。また、頭頂部から出したスピーカーで戦車隊に向け「ゴジラマーチ」を流して退かせる。
動力は人力。型式番号YUZAME B Ver.1.34、高さ：223m（劇中での数字。設定書には約70mと記されている）、重さ：4,134t、トランスミッション：オートマチック変速、ファイナルギア比：7.314、最大出力：19,500hp、ドルビーラボラトリーズ5.1ch搭載、というスペック設定がある。
不健康ランド
アカマミレが趣味の日曜大工で創設した拷問用レジャー施設。しかし、そのメカの数々は日曜大工とは思えない大掛かりなもの（腹筋で進むトロッコ、はいはいで進むパイプチューブなど）。
誰か1人でも山の頂上のゴールにたどり着けばクリアとなるが、実際はどのアトラクションも山の周りを回るだけのルートのみ。ゴールに通じている道は存在せず、何らかのミスをするとミスした者以外の誰かにペナルティ（アトラクションの難度が上がる）が課せられる。つまり、最初からギブアップさせることだけが目的の施設である。

### 自衛隊
90式戦車
ゴルフ場でロボットを迎え撃つ。YUZAMEの巨大ロボットから流れる「ゴジラマーチ」を聞いて後退したうえ、1両がYUZAMEの巨大ロボットによって乗員脱出後に破壊される。
74式戦車
ゴルフ場でロボットを迎え撃つ。YUZAMEの巨大ロボットから流れる「ゴジラマーチ」を聞いて後退する。
82式指揮通信車
90式戦車・74式戦車による混成戦車隊の指揮車両。実車には無いスピーカーが搭載されており、それを使って「怪獣大戦争マーチ」を流す。
M270多連装ロケットシステム(MLRS)
ニュース映像の背景画面でロボットを攻撃する。
75式自走155mmりゅう弾砲
春日部市郊外で防衛線を張り、ロボットを砲撃する。砲撃後に自動装填装置を使用するために仰角をかけた砲身を一旦水平に戻すという、現実の75式の仕様に忠実な描写がされている。
89式装甲戦闘車
春日部駅前で警戒にあたる。
73式大型トラック
避難する春日部市民の輸送に活躍する。乗っている避難民の中には臼井儀人の姿もある。
AH-1S対戦車ヘリコプター
BGM-71 TOW対戦車ミサイルでロボットを攻撃するが、傷1つ付けられなかった。
UH-1J多用途ヘリコプター
寄居町付近でロボットの侵攻情況を早期から観測する。
CH-47J大型輸送ヘリコプター
春日部市上空を飛行する。
OH-6D観測ヘリコプター
春日部市上空で住民の避難状況を観測する。
F-15J戦闘機
ロボット迎撃のためにゴルフ場へ向かう戦車隊の上空を先行していく。

## 登場する組織
温泉Gメン
日本政府直轄の秘密組織。日本中の温泉の保全が任務。本部は大宮市（現さいたま市大宮区）。メンバーは常に浴衣姿で温泉を好み、本部にも大浴場が設置されている。緊急脱出用の隠し通路は同市の繁華街を経由して銭湯「彩の湯」に繋がっている。銭湯は協力関係にあり、有事には逃げ込めるようになっている。
YUZAME
アカマミレを首領とする風呂嫌いテロ組織。組織のロゴはYAZAWAのパロディ。メンバーは風呂はおろかシャワーすら浴びないため悪臭を放っている。以前から源泉を爆破するなどの行為に及んでいたため温泉Gメンと敵対関係にあった。本拠は奥秩父。
彩の湯
温泉Gメン本部の緊急避難所となっている銭湯。銭湯壁画の裏に武器庫、ガレージには装甲車を格納。所在地は東町（ひがしちょう）3丁目だが実在する東町（あずまちょう）には1丁目と2丁目しか存在しない。モデルとなった実在する銭湯「日進湯」はさいたま市大宮区にて営業中（2020年下半期調べ）。
温泉戦隊野原一家
金の魂の湯の力によって変身した野原一家。ひろしがロボットもの、みさえが魔法少女もの、しんのすけがヒーローもの、ひまわりがSFもの、シロがパンツを着用している。しかしひろしは下半身がパンツ一丁という中途半端であり、しんのすけに「イメージが貧困」だと指摘されている。
戦闘能力は常軌を逸しており、ひまわりのハイハイによる頭突きで巨大ロボットがよろけるほど。耐久力も極めて高くなっており、ロボットに弾き飛ばされても全くの無傷であった。単体でも強いが、一家全員が力を合わせるとそれすら比較にならないほどの凄まじい力を生み出す。

## キーワード
金の魂の湯
温泉Gメンが探している不思議なパワーを秘めた伝説の温泉。しんのすけは略して「きんたまの湯」と呼んでいる。入った者に力を与えると言われているがその詳細は不明とされている。実は野原家の地下深くに存在し、その採掘のために一家は基地に退避させられた。
伝説によると「温泉の精」が宿り、正しき入浴者に力を与えるとされている。逆に悪しき者が入るとマイナスのエネルギーを吸い取り、浄化させる作用がある。湯が入浴者を認めると金色に輝き、入浴者には願いを叶える資格が与えられる。
純粋な温泉としても極上であり、野原一家は入浴の際、気持ち良さのあまりシンクロナイズドスイミングを披露している。
地球温泉化計画
YUZAMEが進めている計画。ロボットによって地中のマグマを活性化させ、海水温度を急上昇させることで極地の氷を溶かし、地球全土に大洪水を起こすことを指す。それによって地球は温泉と化した海に呑まれ、世界中の人間を温泉によって溺死させることで「風呂好きの人間に復讐を果たす」のが目的だった。しかしその真の動機は、アカマミレの極めて個人的な私怨である。
ケツだけ歩き
しんのすけの特技。手や足を使わず尻だけで移動する。作中ではYUZAMEの隊員を驚かせて隙を作っている。
しんのすけは春日部を目指す際、ロボットに対し「オラのケツだけ歩きがある」と言っていたが、その言葉通り最終決戦の決め手となった。
以降も原作、アニメ、映画と多方面に登場し、純粋にギャグ目的であったり手足を使えない緊急時や音を立てずに移動する時にも使用する。また、気配を消して相手に気付かれないまま近づくことができる。

## スタッフ
| 原作                 | 臼井儀人 (らくだ社) |
| 作画監督             | 原勝徳 堤のりゆき 間々田益男 |
| キャラクターデザイン | 原勝徳 |
| 美術監督             | 高野正道 天水勝 |
| 撮影監督             | 梅田俊之 |
| ねんどアニメ         | 石田卓也 |
| 音楽                 | 荒川敏行 浜口史郎 |
| 録音監督             | 大熊昭 |
| 編集                 | 岡安肇 小島俊彦 中葉由美子 村井秀明 川崎晃洋 三宅圭貴 |
| プロデューサー       | 茂木仁史 太田賢司 堀内孝 |
| 監督 脚本            | 原恵一 |
| 絵コンテ             | 原恵一 水島努 |
| 演出                 | 水島努 |
| 原画                 | 西村博之 末吉裕一郎 大森孝敏 木上益治 尾鷲英俊 清水洋 吉田忠勝 大塚正実 湯浅政明 安藤真裕 高倉佳彦 林静香 古川尚哉 釘宮洋 瑞穂拓海 鈴木大司 林隆文 和泉絹子 針金屋英郎 荒川真嗣 北之原孝将 米田光良 武本康弘 中井理恵子 大杉宜弘 加来哲郎 槙田章一 安彦英二 小丸敏之 入江康智 若松孝思 原勝徳 堤規至 間々田益男 |
| 色彩設計             | 野中幸子 |
| 動画チェック         | 小原健二 |
| 動画                 | じゃんぐるじむ 黒川祥一 妻藤一治 原田一男 西村美幸 山本靖貴 田鍋久子 中村朋浩 平田晃生 栗林利樹 梶山奏子 橋本里美 古泉竜五 飯澤美幸 新井佐紀子 松浦仁美 麦沢篤 森田修輔 長澤美奈 増田恵美 門田明与 京都アニメーション 古川かおり 東野伊佐子 渡邊岳泰 佐藤綾 上野真理子 大嶋博之 前田優子 牧田昌也 吉岡忍 小野由紀子 高井良裕香 浦田芳恵 三宅春彦 大川由美 大橋由巳 河嶋明子 シンエイ動画 マッドハウス 手塚プロダクション |
| 仕上げ               | 京都アニメーション 柴田邦浩 石田奈央美 藤本さおり 植村真紀 中辻真弓 三浦理奈 木村真弓 高田早苗 津田幸恵 高橋恵子 シマスタジオ 三関江美 佐々木正子 小林シロ 早川恵美 飯島理恵 小平梨加 大門貴樹 東海林智恵 滝沢順子 楠本みゆき ライトフット 今泉ひろみ 原田幸子 井口美幸 田山美月 杉山珠樹 伊藤牧子 吉村恵子 長沼和美 毛利美保 大木美恵 トレーススタジオM production I.G スタジオロード マッドハウス                      |
| 特殊効果             | 前川孝 |
| 背景                 | スタジオユニ 土師勝弘 中村隆 岡部眞由美 高崎あゆみ 込山明日香 本多美紀 西川かほり 池田玲子 荒井由華 越膳滝美 アトリエ ローク 工藤剛一 沼井信朗 森元茂 岡次郎 高橋邦江 星野直美 樺元珠江 下山和人 |
| 撮影                 | 旭プロダクション 大矢創太 桶田一展 田村淳 大石英勝 杉澤義雄 伊藤修一 花井延昌 金子智一 羽鳥貢 渡辺由利夫 |
| 撮影協力             | アニメフィルム |
| CGI                  | つつみのりゆき |
| 効果                 | 松田昭彦 （フィズサウンドクリエイション） |
| 録音スタジオ         | APUスタジオ |
| ミキサー             | 大城久典 |
| アシスタントミキサー | 山田晋 内山敬章 田中章喜 山本寿 田口信孝 佐久間文利 |
| デジタル光学録音     | 西尾昇 |
| 音響制作             | オーディオ・プランニング・ユー |
| 音響制作デスク       | 小澤恵 |
| 音楽協力             | イマジン 斉藤裕二 當真一 音楽ミキサー 中村充時 |
| タイトル             | 道川昭 |
| 現像                 | 東京現像所 |
| 連載                 | 双葉社 WEEKLYアクション クレヨンしんちゃん特集号 |
|                      | ドルビーデジタル 一部上映館を除く |
| 技術協力             | 森幹生 コンチネンタルファーイースト株式会社 |
| 制作デスク           | 魁生聡 和田泰 山川順一 |
| 制作進行             | 髙橋渉 木野雄 西川昭彦 高橋麗奈 |
| 制作                 | シンエイ動画 テレビ朝日 ASATSU-DK |
|                      | ©臼井儀人/双葉社・シンエイ・テレビ朝日 1999 |

## 主題歌
- オープニング - 「とべとべおねいさん」
  - 作詞、作曲、編曲 - もつ／歌 - 野原しんのすけ（矢島晶子）、アクション仮面（玄田哲章）
- 挿入曲 - 「ゴジラ」（1954年）「怪獣大戦争」（1965年）
  - 伊福部昭
- エンディング - 「いい湯だな」（1966年）
  - 作詞 - 永六輔／作曲 - いずみたく／編曲 - 遠山無門／歌 - 野原一家 & 温泉わくわく'99[注 14]

歌詞はザ・ドリフターズのバージョンではなく、原曲のデューク・エイセスのバージョンを使用したが、途中でドリフバージョンのように合いの手が入る。
なお、劇場版のエンディングがキャラクターソングなのは今作品が初で、ノンタイアップは『雲黒斎の野望』以来である。

## 舞台として登場する都市
- 春日部市
- 大宮市（当時。温泉Gメン本拠。）
- 秩父市（YUZAME本拠）

ほか、寄居町、桶川市など。

## クレしんパラダイス! メイド・イン・埼玉
『クレしんパラダイス! メイド・イン・埼玉』（クレしんパラダイス メイド イン さいたま）は、『クレヨンしんちゃん 爆発! 温泉わくわく大決戦』と同時上映された短編アニメーション映画。水島努の監督デビュー作である。上映時間は12分。
劇中ミュージカルの「私のささやかな喜び -A motion for a long time.-」（作詞・作曲：水島努／編曲：荒川敏行）には洋画のパロディが数多く登場する。
また、「ヒーロー大集合」では敵として『クレヨンしんちゃん ヘンダーランドの大冒険』に登場したス・ノーマン・パーが出演しているがセリフは無い（上述の「私のささやかな喜び」にも僅か一瞬のみ登場している）。
最後の「ぶりぶりざえもんの冒険 銀河篇」の内容は「（しんのすけの声）むかしむかしあるところにぶりぶりざえもんというぶたがおりました…おわり」これに対してぶりぶりざえもんが「おわるなーッ!!」とツッコミを入れて地球に落下していく。この直後に「クレしんパラダイス! メイド・イン・埼玉」そのもののエンディングとなる。その後の一応の続編として本編中に「ぶりぶりざえもんの冒険 流星篇」というアニメが登場する（先述）。
エンディングのスタッフロールでは、キャストとスタッフ全員（団体は除く）に星座のマークを併記しており、後に水島が監督する『撲殺天使ドクロちゃん』でも同様のスタッフロールが流されている。

### サブタイトル
「野原刑事の事件簿」
下着ドロの容疑者を刑事しんのすけが取り調べる。登場するのはしんのすけ・ひろし・高倉園長・川口・部長・ぶりぶりざえもん。
「ひまわり ぁ GOGO!」
絵コンテ - 水島努、作画監督 - 末吉裕一郎
動き回るひまわりの視点をそのまま映す。ひろし、みさえ、しんのすけ、シロは蝶を見つけたひまわりに振り回されてしまうことに。
「ふしぎの国のネネちゃん」
ウサギのぬいぐるみを追って不思議の国にやって来たネネちゃんの珍道中。「ふしぎの国のアリス」のようなファンタジーの国かと思いきや、ビアガーデンの泥レスショー、麻雀、花札、パチンコ、競輪、競艇などギャンブル系に溢れており、おとぎの国ではなく、「おとなの国」というパロディ。
「ヒーロー大集合」
町に現れた怪獣（ス・ノーマン・パー）を倒すためヒーローたちが集結する。登場するヒーローはアクション仮面・カンタムロボ・ネネママ・セヴン（もえ子）・お兄ちゃん仮面（しんのすけ＆ひまわり）・マタニティーライダー（みさえ）・サラリーマン仮面（ひろし）。結局怪獣そっちのけでヒーロー同士が仲間割れを繰り広げる。
「私のささやかな喜び -A motion for a long time.-」
便秘に苦しむみさえ。あまりのストレスにひろしに高速ビンタをかまし、鼻血を出させるほどだった。だがついに解消の時が来た。嬉しさのあまり周囲を巻き込んでミュージカルを始める。なお、最後にはこれまでの登場人物が集合する。
「ぶりぶりざえもんの冒険 銀河篇」
救いのヒーローぶりぶりざえもん…の紹介のみを流し、爆発してエンディングに入る。（ナレーション：野原しんのすけ）

### キャスト
- しんのすけ - 矢島晶子
- みさえ - ならはしみき
- ひろし - 藤原啓治
- ひまわり - こおろぎさとみ
- 園長先生 - 納谷六朗
- よしなが先生 - 高田由美
- まつざか先生 - 富沢美智恵
- 上尾先生 - 三石琴乃
- アクション仮面 - 玄田哲章
- カンタムロボ - 大滝進矢
- ぶりぶりざえもん - 塩沢兼人
- 風間くん - 真柴摩利
- ネネちゃん - 林玉緒
- マサオくん - 一龍斎貞友
- ボーちゃん - 佐藤智恵
- ネネママ - 萩森侚子
- 部長 - 郷里大輔
- 川口 - 中村大樹
- ミッチー - 草地章江

### スタッフ
| 原作           | 臼井儀人(らくだ社)                                                                                              |
| 連載           | 週刊漫画アクション                                                                                              |
| 作画           | 末吉裕一郎 大塚正実 松山正彦 針金屋英郎 鈴木大司 武本康弘 瑞穂拓海 入江康智 金子志津枝 間々田益男 堤規至 原勝徳 |
| VFX            | つつみのりゆき                                                                                                  |
| 動画           | 京都アニメーション じゃんぐるじむ                                                                               |
| 色彩設計       | 野中幸子 |
| 仕上           | 京都アニメーション じゃんぐるじむ                                                                               |
| 特殊効果       | 前川孝 |
| 美術           | 野村可南子 アトリエローク                                                                                       |
| 撮影           | 梅田俊之 旭プロダクション                                                                                       |
| 録音           | 大熊昭 オーディオ・プランニング・ユー                                                                           |
| 効果           | フィズサウンドクリエイション 松田昭彦                                                                           |
| 編集           | 岡安肇 |
| 音楽           | 荒川敏行 浜口史郎                                                                                               |
|                | ドルビーデジタル 一部上映館を除く                                                                               |
| 技術協力       | 森幹生 コンチネンタルファーイースト株式会社                                                                     |
| プロデューサー | 茂木仁史 太田賢司                                                                                               |
| 制作           | シンエイ動画 テレビ朝日 ASATSU-DK                                                                               |
| 監督           | 水島努 |
|                | ©臼井儀人/双葉社・シンエイ・テレビ朝日 1999                                                                     |

## VHS・DVD・Blu-ray
- VHS - 2000年3月25日にバンダイビジュアルより発売
- DVD - 2004年4月23日にバンダイビジュアルより発売
- Blu-ray - 2023年4月26日にバンダイビジュアルより発売